# Oliver Jackson-Cohen
Oliver Jackson-Cohen (Westminster, 24 ottobre 1986) è un attore e modello britannico.

## Biografia
Nato a Londra da madre stilista (Betty Jackson) e padre di origine franco-israeliana (David Cohen), Oliver ha frequentato la scuola francese al Lycée Français Charles de Gaulle di Londra.
Dopo aver interpretato un ruolo al Lyric Theatre ottenne un agente, dopodiché si iscrisse ad una scuola d'arte drammatica di New York. Poco dopo ottenne il primo ruolo importante in uno spettacolo teatrale.
Oliver ha studiato insieme a Michael Luggio all'accademia teatrale Malisa. Durante i fine settimana frequentava i workshop della compagnia teatrale Youngblood, infine a 15 anni ottenne un ruolo minore nella serie televisiva Hollyoaks. Dopo la scuola dell'obbligo iniziò a studiare per ottenere una laurea in letteratura francese, tuttavia lasciò l'università poco dopo per dedicarsi alle audizioni teatrali.

## Carriera
Dopo aver recitato in Hollyoaks, nel 2007 Oliver comparve nella serie di ITV The Time of Your Life. L'anno successivo ha interpretato Phillip White nell'adattamento della BBC di Lark Rise to Candleford e nel primo episodio della serie Bonekickers - I segreti del tempo. Ha interpretato, altresì, il ruolo di Marcus in The Rooftopsmiths di Helen Rowles, affiancato da Natasha Freeman nel ruolo di Imogen e Philip Marden nel ruolo di Joel. Nel 2009 è apparso nella pellicola indipendente Life and Death at 17, insieme a Jennifer Lawrence e Richard Gere. Nel 2010 ha interpretato il personaggio di Damon nel film Amore a mille... miglia, insieme a Drew Barrymore e Justin Long. Nello stesso anno ha recitato nella pellicola Faster al fianco di Dwayne Johnson. Nel 2011 ha parodiato il principe William in una serie comica di Funny or Die, affiancato da Allison Williams nel ruolo della novella sposa Kate Middleton. Dal 2012 interpreta il ruolo di Ralph nella miniserie televisiva Mondo senza fine, insieme a Cynthia Nixon. È apparso insieme a Jeremy Piven nella pellicola Mr Selfridge, nella quale ha interpretato il ruolo di Roddy Temple. Nel 2013, invece, è stato scelto per dare vita al ruolo del giornalista Jonathan Harker in un adattamento televisivo seriale della NBC di Dracula.

## Filmografia

### Cinema
- Amore a mille... miglia (Going the Distance), regia di Nanette Burstein (2010)
- Faster, regia di George Tillman Jr. (2010)
- (S)Ex List (What's Your Number?), regia di Mark Mylod (2011)
- Destinée, regia di Luca Guadagnino – cortometraggio (2012)
- The Raven, regia di James McTeigue (2012)
- La spia russa (Despite the Falling Snow), regia di Shamim Sarif (2016)
- Quello che veramente importa (The Healer), regia di Paco Arango (2017)
- Mr. Malcolm's List, regia di Emma Holly Jones – cortometraggio (2019)
- L'uomo invisibile (The Invisible Man), regia di Leigh Whannell (2020)
- La figlia oscura (The Lost Daughter), regia di Maggie Gyllenhaal (2021)
- Mr. Malcolm's List - La lista del signor Malcolm (Mr. Malcolm's List), regia di Emma Holly Jones (2022)
- Emily, regia di Frances O'Connor (2022)

### Televisione
- Hollyoaks – serie TV (2002)[23]
- The Time of Your Life – serie TV, episodio 1x04 (2007)
- Lark Rise to Candleford – serie TV, 8 episodi (2008)
- Bonekickers - I segreti del tempo (Bonekickers) – serie TV, episodio 1x01 (2008)
- Will & Kate: Before Happily Ever After – serie TV, 4 episodi (2011)
- Mondo senza fine (World Without End), regia di Michael Caton-Jones – miniserie TV (2012)
- Mr Selfridge – serie TV, 6 episodi (2013)
- Dracula – serie TV, 10 episodi (2013-2014)
- The Great Fire, regia di Jon Jones – miniserie TV (2014)
- The Secret River, regia di Daina Reid – miniserie TV (2015)
- Emerald City – serie TV, 10 episodi (2017)
- Man in an Orange Shirt, regia di Michael Samuels – miniserie TV (2017)
- The Haunting – serie TV, 18 episodi (2018-2020)
- Surface – serie TV, 16 episodi (2022-2025)
- Wilderness - Fuori controllo (Wilderness), regia di So Yong Kim – miniserie TV (2023)
- Towards Zero, regia di Sam Yates – miniserie TV (2025)

## Premi e riconoscimenti
AACTA Award
- 2015 - Nomination - Miglior attore in una serie drammatica per The Secret River

## Doppiatori italiani
Nelle versioni in italiano delle opere in cui ha recitato, Oliver Jackson-Cohen è stato doppiato da:
- Gianfranco Miranda in Faster, The Raven, Dracula, Surface, Emily
- Jacopo Venturiero in L'uomo invisibile, Wilderness - Fuori controllo
- Marco Vivio in Amore a mille... miglia
- Marco Benvenuto in (S)Ex List
- Massimo Triggiani in La spia russa
- Ruggero Andreozzi in Quello che veramente importa
- Christian Iansante in Mondo senza fine
- Andrea Lavagnino in Mr. Selfridge
- Fabrizio De Flaviis in The Haunting
- Andrea Mete in La figlia oscura
- Emiliano Coltorti in Mr. Malcolm's List - La lista del signor Malcolm